# Moses S. Charikar
Moses S. Charikar (* in Mumbai) ist ein indisch-US-amerikanischer theoretischer Informatiker. Er ist Professor an der Princeton University.
Charikar besuchte das Indian Institute of Technology in Mumbai und wurde 2000 bei Rajeev Motwani an der Stanford University promoviert (Algorithms for Clustering Problems). Danach war er bei Google in einer Forschungsgruppe, bevor er 2001 an die Princeton University ging.
Er befasst sich mit theoretischer Informatik speziell Näherungsalgorithmen für NP-schwere Probleme, metrische Einbettungen und Algorithmen für sehr umfangreiche Datenmengen. Er ist bekannt für die Einführung effizienter sogenannter Simhash-Funktionen bei Locality Sensitive Hashing (LSH). Auch an der Entwicklung von Minhash mit Andrei Broder war er beteiligt.
2012 erhielt er mit Broder und Piotr Indyk den Paris-Kanellakis-Preis für LSH. 